# Darrell Dexter
Darrell Dexter (Halifax, Nueva Escocia; 10 de septiembre de 1957) es un político canadiense de la provincia de Nueva Escocia. Es primer ministro de Nueva Escocia desde el 19 de junio de  2009 y líder del Nuevo Partido Democrático de Nueva Escocia, así como diputado de la circunscripción de Cole Harbour en la Asamblea de Nueva Escocia.

## Biografía
Darrell Dexter nació en Halifax, Nueva Escocia, y creció en la comunidad rural de Milton, Condado de Queens. Es hijo de un trabajador de hojas de metal y fue el primer miembro de su familia en ir a la universidad.